# Сент-Омер-Нор
Сент-Омер-Нор (фр. Saint-Omer-Nord) — упраздненный кантон во Франции, регион Нор-Па-де-Кале, департамент Па-де-Кале. Входил в состав округа Сент-Омер.
В состав кантона входили коммуны (население по данным Национального института статистики за 2009 г.):
- Клермаре (631 чел.)
- Моренган (485 чел.)
- Муль (955 чел.)
- Сальпервик (502 чел.)
- Сен-Мартен-о-Лаер (3 727 чел.)
- Сент-Омер (6 296 чел.) (частично)
- Серк (1 118 чел.)
- Тильк (1 083 чел.)
- Уль (950 чел.)

## Экономика
Структура занятости населения (без учета города Сент-Омер):
- сельское хозяйство — 5,5 %
- промышленность — 8,0 %
- строительство — 6,0 %
- торговля, транспорт и сфера услуг — 59,9 %
- государственные и муниципальные службы — 20,7 %

## Политика
На президентских выборах 2012 г. жители кантона отдали Франсуа Олланду в 1-м туре 28,8 % голосов против 28,2 % у Николя Саркози и 20,8 % у Марин Ле Пен, во 2-м туре в кантоне победил Олланд, получивший 50,3 % голосов (2007 г. 1 тур: Саркози — 30,0 %, Сеголен Руаяль — 23,8 %; 2 тур: Саркози — 53,7 %). На выборах в Национальное собрание в 2012 г. по 8-му избирательному округу департамента Па-де-Кале они поддержали действующего депутата, кандидата Социалистической партии Мишеля Лефэ, набравшего 46,3 % голосов в 1-м туре и 57,2 % — во 2-м туре. (2007 г. Мишель Лефэ (СП): 1 тур — 50,1 %). На региональных выборах 2010 года в 1-м туре победил список социалистов, собравший 35,6 % голосов против 21,4 % у списка «правых» и 17,2 % у Национального фронта. Во 2-м туре единый «левый список» с участием социалистов, коммунистов и «зелёных» во главе с Президентом регионального совета Нор-Па-де-Кале Даниэлем Першероном получил 49,7 % голосов, «правый» список во главе с сенатором Валери Летар занял второе место с 29,7 %, а Национальный фронт Марин Ле Пен с 20,6 % финишировал третьим.
|  | Кандидат       | Партия                    | % голосов |
|  | -------------- | ------------------------- | --------- |
|  | Бертран Пети   | Социалистическая партия   | 63,72     |
|  | Жан-Жак Дельво | Союз за народное движение | 29,57     |
|  | Мишель Дерош   | Национальный фронт        | 4,58      |
|  | Франк Сельо    | Коммунистическая партия   | 2,13      |